# Златко Голубовић
Златко Голубовић (Пожаревац, 1940 — Београд, 13. октобар 1999) био је српски и југословенски кантаутор, певач забавне музике и шансоњер.

## Биографија
Голубовић се појавио на музичкој позорници давне 1966. године, објавивши албум са насловом „Дођи моја туго" за ПГП-РТС, а истоимена шансона постала је велики хит.
Издао је укупно 16 синглова и албума током 60-их и прве половине 70-их година. Песма „Дорћол у поноћ", коју је објавио 1970. године дочарава дух „мангупског и широкогрудог" Београда тих година. Учествовао је 1971. године на Сплитском фестивалу са песмом Војкана Борисављевића Не остављај ме никад самог. Учествовао је почетком 70-их година у емисији Образ уз образ.
Године 1972. певао је и глумио у рок опери „Исус Христос Супер Стар“ коју је режирала Мира Траиловић, музичка адаптација Саша Радојчић, препев Јован Ћирилов, где су запажене улоге имали: Златко Пејаковић, Азра Халиловић, Бора Ђорђевић и Бранко Милићевић .
Повукао се са сцене средином 70-их година и свирао је углавном у иностранству: у Грчкој, Немачкој, а није му било дозвољено да се појављује на југословенским телевизијама и фестивалима. Тек је учествовао после дуге паузе на ревијалној вечери „Београдског пролећа", 1992. године.
Још једном је пријатно изненадио публику 90-их година када се појавио на тадашњем Трећем каналу РТСа; уз пратњу клавира, на гитари је свирао и певао своје песме и обраде италијанских и британских хитова и француских шансона.
Поред песама које је сам писао и компоновао, највише је сарађивао са Војканом Борисављевићем, Александром Кораћем, Слободаном Марковићем (Либеро Маркони) и многим другим ауторима.
Умро је у Београду 1999. године.

## Фестивали
Београдско пролеће:
- Девојке (алтернација са Ђорђем Марјановићем), трећа награда публике, '66
- Међу људе поново, '67
- Нема правила за љубав, '68
- Потражи свог принца, '69
- Невољен, '70
- Ја љубим те, '71
- Ја сам обичан човек, '72
- Црни цвет, '77

Ваш шлагер сезоне, Сарајево:
- Момачко вече, '68
- Преко седам мора, трећа награда публике, '70
- После дугих путовања, '71

Опатија:
- Баш ме брига (алтернација са Зденком Вучковић) / Њих двоје (алтернација са Тамаром Шарић), '66
- У име љубави (алтернација са Арсеном Дедићем), '67
- Галеб и гавран (алтернација са Ђорђем Марјановићем), '68
- Живим да бих живео, '69
- Дуги дани, кратке ноћи (алтернација са Ђорђем Марјановићем), '70

Сплит:
- Луда ноћ, '70
- Не остављај ме никад самог, '71

Загреб:
- Живот је кратак за све што бих хтео, '70

Омладина, Суботица:
- Море и ти, '66

Југословенски избор за Евросонг:
- Сам, Љубљана '67

Фестивал кантаутора, Нови Сад:
- Пепео љубави, '70

Скопље:
- Земи момче, Македонче, прва награда публике, '70